# Rostroculodes vibei
Rostroculodes vibei är en kräftdjursart som först beskrevs av Just 1980.  Rostroculodes vibei ingår i släktet Rostroculodes och familjen Oedicerotidae. Inga underarter finns listade i Catalogue of Life.